# Anua ancilla
Anua ancilla là một loài bướm đêm trong họ Erebidae.